# Памятник Александру Авдееву
Па́мятник Алекса́ндру Авде́еву — памятник советскому лётчику, Герою Советского Союза А. Ф. Авдееву, установленный в 1965 году в Москве на Ставропольской улице в сквере названном в его честь. Авторы памятника — скульптор Ю. С. Динес и архитектор А. Р. Корабельников.
Памятник выполнен из бронзы и установлен на полированной колонне из темного гранита. На ней находится бронзовая табличка с надписью: «Александр Авдеев. 1917—1942», вверху выполнена золотая Звезда Героя Советского Союза.
Решение о создание памятника было принято комсомольцами района Люблино, где Авдеев провел детство и юношество. Средства на памятник была заработаны на субботниках. Александр Фёдорович Авдеев (род. 1916 или 1917) был лётчиком-асом, погибшим в районе Новая Усмань.
Изначально скульптор запечатлел героя идущим вперёд и смотрящем в небо (вариант 1961 года). В нынешнем виде памятник был торжественно открыт 8 мая 1965 года. В 2006 году состояние памятника было признано неудовлетворительным и к 2015 году было принято решение о реставрации монумента.